# Чавес, Исмаэль Армандо
Исмаэ́ль Арма́ндо Ча́вес (исп. Ismael Armando Chaves, родился 6 апреля 1969 в Буэнос-Айресе, Аргентина) — аргентийский боксёр-профессионал, выступающий, в лёгком полусреднем (Light Welterweight) весе. Родственник известного аргентинского боксёра Диего Габриэля Чавеса, сын аргентинского боксёра 1970-х Рудесиндо Чавеса.
6 декабря 1997 года проиграл бой российскому боксёру Константину Цзю (технический нокаут в третьем раунде).